# Agbe
AGBE, właśc. Agnieszka Brysiak – polska piosenkarka, wokalistka, kompozytorka, producentka, autorka tekstów i influencerka. Od 2024 roku artystka mieszka w Złotym Stoku.

## Kariera
Karierę rozpoczęła w 2018 roku, śpiewając po angielsku, lecz od 2021 śpiewa w języku polskim.
Od początku swojej działalności uzyskała 318 tys. subskrybentów w serwisie YouTube, 227 tys. obserwujących na Instagramie, 2,7 mln obserwujących na TikToku oraz 372,9 tys. słuchaczy i 7349 obserwujących na Spotify.
W maju 2023 roku, wraz z Dawidem Narożnym, Agnieszka wydała singiel Ona działa na mnie jak, który 6 czerwca 2023 uzyskał status podwójnej platynowej płyty, a 8 listopada 2023 – diamentowej. Krótko później Agbe wydała kolejny singiel, pt. Wakacyjna miłość, który zdobył status złotej płyty 13 grudnia 2023, zaś status platynowej płyty 20 marca 2024.

## Życie prywatne
Od 2008 roku w związku z Patrykiem Brysiakiem, znanym pod pseudonimem – Bryszard. Początkowo się spotykali, lecz na chwilę obecną są małżeństwem. Data ślubu nieznana.

## Filmografia

### Programy telewizyjne
| Data       | Tytuł              | Sezon | Odcinek | Rola       | Scenariusz                                            | Reżyseria                 | Realizacja                   | Montaż, grafika, itd. | Źr.   |
| ---------- | ------------------ | ----- | ------- | ---------- | ----------------------------------------------------- | ------------------------- | ---------------------------- | --------------------- | ----- |
| 2022-08-06 | „Bitwa Tiktokerów” | 1     | 1       | Prowadząca | Ewa Wąsikowska-Tomczyńska, Agnieszka i Patryk Brysiak | Ewa Wąsikowska-Tomczyńska | Ertan Kaymak i Adam Łagowski | Ertan Kaymak          | [ 3 ] |

## Dyskografia

### Single
| Rok  | Tytuł                                         | Certyfikat                  | Album | Źr.    |
| ---- | --------------------------------------------- | --------------------------- | ----- | ------ |
| 2018 | „Happy”                                       |                             | –     | [ 13 ] |
| 2019 | „I Like It a Lot”                             |                             | –     | [ 14 ] |
| 2019 | „Be Popular:(”                                |                             | –     | [ 15 ] |
| 2019 | „Music Mistress”                              |                             | –     | [ 16 ] |
| 2019 | „Boom Boom Love”                              |                             | –     | [ 17 ] |
| 2020 | „Magic Spell”                                 |                             | –     | [ 18 ] |
| 2020 | „Music Mistress (Lohas Remix)”                |                             | –     | [ 19 ] |
| 2020 | „Quarantine”                                  |                             | –     | [ 20 ] |
| 2020 | „I Feel Free”                                 |                             | –     | [ 21 ] |
| 2020 | „Wirus”                                       |                             | –     | [ 22 ] |
| 2021 | „Szalony”                                     |                             | –     | [ 23 ] |
| 2021 | „Co ja w Tobie widzę”                         |                             | –     | [ 24 ] |
| 2021 | „Zabierz mnie”                                |                             | –     | [ 25 ] |
| 2021 | „Kleszcz”                                     |                             | –     | [ 26 ] |
| 2021 | „Cringe (Radio Edit)”                         |                             | –     | [ 27 ] |
| 2021 | „Ty i Ja (Radio Edit)”                        |                             | –     | [ 28 ] |
| 2021 | „Lubię bardzo (Radio Edit)”                   |                             | –     | [ 29 ] |
| 2021 | „Nie mam pieniędzy”                           |                             | –     | [ 30 ] |
| 2021 | „Praca (Radio Edit)”                          |                             | –     | [ 31 ] |
| 2021 | „Magia”                                       |                             | –     | [ 32 ] |
| 2022 | „Kurva Mac” (oraz Olo Skunk)                  |                             | –     | [ 33 ] |
| 2022 | „Szept”                                       |                             | –     | [ 34 ] |
| 2022 | „Bujaj się”                                   |                             | –     | [ 35 ] |
| 2023 | „Ona działa na mnie jak” (oraz Dawid Narożny) | - ZPAV: 2× diamentowa płyta | –     | [ 36 ] |
| 2023 | „Wakacyjna miłość”                            | - ZPAV: platynowa płyta     | –     | [ 37 ] |
| 2023 | „Tańczmy latino”                              |                             | –     | [ 38 ] |
| 2023 | „Zakochałam się”                              |                             | –     | [ 39 ] |
| 2024 | „On mnie bierze”                              |                             | –     | [ 40 ] |
| 2024 | „Smoka Wejście”                               |                             | –     | [ 41 ] |
| 2024 | „Ciągle mi Ciebie mało”                       |                             | –     | [ 42 ] |
| 2024 | „Na krawędzi” (oraz DJ OMEN, Kaen)            |                             | –     | [ 43 ] |
| 2024 | „Do rana” (oraz Tańcula)                      |                             | –     | [ 44 ] |
| 2024 | „Jesteś” (oraz Bryszard)                      |                             | –     | [ 45 ] |
| 2024 | „Na legalu” (oraz TPS, Olo Sunk, Tytuz)       |                             | –     | [ 46 ] |